# Instituto do Coração de Natal
O Instituto do Coração de Natal (Incor/Natal) é um hospital privado localizado na cidade do Natal no estado brasileiro do Rio Grande do Norte.
Em 2009, o hospital realizou uma cirurgia de substituição da valvula aórtica do coração, sem a necessidade de abertura do tórax do paciente. O hospital foi o pioneiro no Nordeste a realizar esse tipo procedimento.